# ضفدع تراهوماري
ضفدع تراهوماري (الاسم العلمي: Rana tarahumarae) هو نوع من البرمائيات يتبع جنس الضفدع الحقيقي من فصيلة الضفادع الحقيقية.